# Doryphallophora aselloticola.
Doryphallophora aselloticola. är en kräftdjursart som först beskrevs av Geoffrey Allen Boxshall och Roger J. Lincoln 1983.  Doryphallophora aselloticola. ingår i släktet Doryphallophora och familjen Doryphallophoridae. Inga underarter finns listade i Catalogue of Life.